# Georg Hannäus
Georg Hannäus (* 19. März 1647 in Odense, Dänemark; † 1. April 1699 ebenda) war ein deutsch-dänischer Mediziner und Philosoph, Professor für Ethik in Odense und Mitglied der Gelehrtenakademie Leopoldina.
Georg Hannäus, auch Georg Hannäus der Ältere, war Stadtarzt in Rendsburg und Odense. Er wurde zum Professor für Ethik und Beredsamkeit an das Gymnasium in Odense berufen. An diesem Gymnasium wurde er auch Konrektor. Er wurde zudem Provinzialarzt für Fünen.
Am 24. März 1684 wurde Georg Hannäus mit dem Beinamen DIOMEDES als Mitglied (Matrikel-Nr. 119) in die Leopoldina aufgenommen.
Sein Enkel, Georg Hannäus der Jüngere (1705–1750), war Garnisonsarzt in Hamburg.

## Werke
- Oratio in obitum .... Thomae Bartholoini, publicè habita, anno MDCLXXX, Die 30. December, in Regio Othiniensi Gymnasio.
- Aphonologia, seu, Dissertatio medica inauguralis De aphonia 1684.
- Brief an Johann Georg Volckamer, Odense 1688, mit Siegel.